# Johnny Lee (actor)
Johnny Lee (4 de julio de 1898 – 12 de diciembre de 1965) fue un cantante, bailarín y actor de nacionalidad estadounidense, conocido por dar voz al Hermano Conejo en la película de Walt Disney Canción del sur.
Nacido en Los Ángeles, California, su nombre completo era John Dotson Lee Jr. Lee inició su carrera artística como bailarín, dedicándose más adelante al canto y a la interpretación. Falleció en Los Ángeles en 1965, a los 67 años de edad, a causa de un infarto agudo de miocardio.

## Discografía
- Song of the South: Soundtrack (1946)
- You Can't Lose a Broken Heart (1949)

## Selección de su filmografía
| Año          | Título                        | Papel                           | Notas                                   |
| ------------ | ----------------------------- | ------------------------------- | --------------------------------------- |
| 1932         | The Black King                | Conde de Zanzíbar               | Otro título: Harlem Hot Shot            |
| 1936         | The Green Pastures            | Angel                           | Sin créditos                            |
| 1942         | Tales of Manhattan            | Carpintero                      | Sin créditos                            |
| 1943         | Stormy Weather                | Lyles                           | Sin créditos                            |
| 1946         | Canción del sur               | Hermano Conejo                  | Voz                                     |
| 1951         | My Forbidden Past             | Vendedor de juguetes            | Sin créditos                            |
| 1952         | The Narrow Margin             | Camarero                        | Sin créditos                            |
| 1953         | Ramar of the Jungle           | Jefe Warren                     | Episodio: "Savage Fury"                 |
| 1951 a 1955  | The Amos 'n Andy Show         | Algonquin J. Calhoun            | 68 episodios                            |
| 1955         | Screen Directors Playhouse    | Simon                           | Episodio: "Lincoln's Doctor's Dog"      |
| 1956         | The First Traveling Saleslady | Amos                            | Sin créditos                            |
| 1956         | Soldiers of Fortune           | Kamele                          | Episodio: "The Greater Magic"           |
| 1956         | The Adventures of Jim Bowie   | Israel                          | Episodio: "The Return of the Alciblade" |
| 1957         | The Spirit of St. Louis       | Jess                            | Sin créditos                            |
| 1960         | The Rat Race                  | Conserje                        | Sin créditos                            |
| 1960         | Buenos tiempos                | Criado                          | Sin créditos                            |
| 1960         | Alaska, tierra de oro         | Conductor                       | Sin créditos                            |
| 1962 to 1963 | Dennis the Menace             | Johnny el cerrajero Mr. Tibbitt | 2 episodios                             |